# Крупеніков Ігор Аркадійович
Ігор Аркадійович Крупеніков (рос. Игорь Аркадьевич Крупеников; 10 квітня 1912, Санкт-Петербург — 1 вересня 2013, Кишинів) — радянський ґрунтознавець. Доктор географічних наук з 1966 року, професор з 1968 року, почесний член Академії наук Молдови.

## Біографія
Народився 28 березня (10 квітня) 1912 року в Санкт-Петербурзі. 1935 року закінчив Московський державний університет, навчався в аспірантурі. У 1935—1958 роках — на науково-дослідній, керівнійї і педагогічній роботі. З 1958 року — завідувач відділу генезису, географії і картографії ґрунтів Молдавського науково-дослідного інституту ґрунтознавства та агрохімії імені М. О. Дімо.
Помер в Кишиневі 1 вересня 2013 року.

## Наукова діяльність
Досліджував ґрунти цілинних районів і степових лісів Північно-Західного Казахстану, передгір'їв Тянь-Шаню, Криму, Молдавії. Всебічно вивчив генезис, властивості і географію чорноземів Південного Заходу СРСР. Обґрунтував придатність ряду ґрунтів передгір'їв і річкових долин Узбекистану, Киргизії, Південного Казахстану для неполивного виноградарства; брав участь у виборі масивів для виноградарських господарств в Середній Азії, районуванні Криму для розміщення виноградників. Автор понад 600 наукових і науково-популярних праць, серед яких 40 монографій. Співавтор ряду розділів «Ампелографії СРСР» і інше. Серед праць:
- Неорошаемое виноградарство в Узбекистане. — Виноделие и виноградарство СССР, 1944, № 7—8;
- Виноград на луговых и лугово-болотных почвах в Средней Азии. — Докл. ВАСХНИЛ, 1945, вып. 9— 10: Перспективы неорошаемого виноградарства на темных сероземах Западного Тянь-Шаня. — Тр. / ВНИИВиВ «Магарач», 1948, т. 2;
- Использовать песчаные почвы под культуру винограда. — Виноделие и виноградарство Молдавии, 1949, № 1;
- Черноземы Молдавии. — К., 1967;
- Черноземы СССР. — Москва, 1974. — Т. 1 (у співавторстві).

## Відзнаки
- Дві Премії імені В. Р. Вільямса (1955; ????);
- Премія імені В. В. Докучаєва;
- Премія АН Молдови[1];
- Заслужений діяч науки і техніки Молдавської РСР (1972);
- Дві Державні премії Молдавської РСР (1981; ????);
- Нагороджений орденом Трудового Червоного Прапора, орденом «Знак Пошани».